# Косіно (Верхошижемський район)
Ко́сіно (рос. Косино) — село у складі Верхошижемського району Кіровської області, Росія. Адміністративний центр Косінського сільського поселення.
Населення становить 228 осіб (2010, 357 у 2002).
Національний склад станом на 2002 рік — росіяни 97 %.